# Азербайджанський університет архітектури та будівництва
Азербайджанський університет архітектури та будівництва (АУАЦ ; азерб. Azərbaycan Memarlıq və İnşaat Universiteti )
 — державний університет, розташований в Баку (Азербайджан), який спеціалізується на цивільному будівництві та архітектурі. Університет був заснований в 1975 році як відділення від Азербайджанського технічного університету, названого Азербайджанським інститутом цивільного будівництва.

## Історія
АУАЦ розпочав свою діяльність у 1920 році як будівельний факультет Бакинського політехнічного інституту. У 1930–34 рр. АУАЦ діяв як самостійний будівельно-архітектурний інститут, з 1934 р. - факультет Азербайджанського промислового інституту, а з 1951 р. - факультет Азербайджанського технічного університету .
У 1975 р. За рішенням Ради міністрів Азербайджанської РСР було створено Азербайджанський інститут цивільного будівництва. Статус університету інститут отримав у 1992 році. Після рішення, прийнятого президентом Азербайджану Гейдаром Алієвим 13 червня 2000 року, ім'я університету стало Азербайджанським університетом архітектури та будівництва.

## Загальна інформація
Співробітники 700 професорів та викладачів готують спеціалістів-інженерів. З 700 докторів наук - 100, понад 400 - кандидатів наук, старших викладачів та завучів. Разом з ними до навчального процесу залучені також провідні фахівці ДержБудКомплексу. В університеті функціонує 42 кафедри. Це соціально-політичні, гуманітарні, загальнонаукові, технічні та спеціальні відділи. Фінансово-технічна база університету з року в рік консолідується. Більшість відділів оснащені сучасними приміщеннями, комп'ютерами та лабораторіями. Студенти мають можливість проводити якісний час у вільний час. Тут є шахові клуби, спортивний стадіон, концертний зал та кафе. Університет видає газету, яка відображає університетське життя. Університет також має сучасну бібліотеку, яка містила 2 зали для оренди книг, 3 читальні, кабінет архітектури та кабінет іноземних студентів.  Бібліотека оснащена 3-метровою технологією.

## Міжнародні зв'язки
Міжнародні зв'язки університету здійснюються через такі структури;
- Деканат іноземних студентів
- Факультети для підготовки іноземних студентів
- Відділ міжнародних відносин

Деканат іноземних студентів працює з 1977 року і має на меті підготовку фахівців для іноземних країн. За минулий період університет закінчили близько 1000 студентів із понад 40 країн. В даний час в університеті навчається приблизно 400 студентів та претендентів з 15 країн світу.
Іноземні громадяни, які навчаються в АУАЦ, розміщуються у гуртожитку. Деканат іноземних студентів контактує з відповідними кафедрами закордонних університетів та іншими організаціями. Є 65 інструкторів, які займаються навчанням іноземних громадян.
У рамках програми обміну викладачами університет співпрацює з університетами Алжиру, Тунісу, Малі, Сенегалу, Гвінеї, Ірану, Японії, Ємену, Англії, Афганістану, Камбоджі, Індії, Ефіопії, Туреччини тощо. 

## Університети, що співпрацюють
Азербайджанський університет архітектури та будівництва співпрацює з різними університетами різних країн, таких як Росія, Казахстан, Узбекистан, Грузія, Україна, Південна Корея, Іран, Туреччина, Єгипет, Італія, Англія, Австрія, Франція, Естонія, Чехія, Іспанія, Польща, Бельгія тощо.       

## Спеціальності
- Економіка будівництва та управління ним
- Управління (будівництво)
- Маркетинг (будівництво)
- Архітектура
- Дизайн архітектурного середовища
- Реставрація та реконструкція пам’яток архітектури
- Будівництво саду, парку та ландшафту
- Промислове та цивільне будівництво
- Гідравлічне будівництво
- Муніципальне будівництво та його функціонування
- Побудова інженерних систем меліорації
- Опалювальне газопостачання та вентиляція
- Водопостачання та зрошення
- Будівництво залізниці та її функціонування
- Будівництво автострад та аеропортів
- Мости та транспортні тунелі
- Технологія виробництва будівельних матеріалів, виробів та конструкцій
- Технологія деревообробки
- Технологія вогнетривких, неметалевих та силікатних матеріалів
- Застосування геодезії
- Електропостачання промислових підприємств будівництвом та будівельними матеріалами.
- Автоматизація технологічних процесів та виробництва в будівництві.
- Будівництво, дорожні машини та обладнання
- Машини та обладнання для будівельних матеріалів та будівельної промисловості
- Фізика матеріалу (будівництво)
- Матеріалознавство та нові технології матеріалів (будівництво)
- Механізація та автоматизація (будівництво)
- Механізація будівельних робіт гідротехнічних систем
- Безпека життєдіяльності (будівництво)
- Охорона водних ресурсів та комплексне використання [10]

## Приналежності
Університет є членом Кавказької асоціації університетів . 